# 2256 Wisniewski
2256 Wisniewski је астероид главног астероидног појаса чија средња удаљеност од Сунца износи 3,090 астрономских јединица (АЈ).
Апсолутна магнитуда астероида је 11,8.